# Charles Blacker Vignoles
Charles Blacker Vignoles, född 31 maj 1793 i Woodbrook, Wexford, död 17 november 1875 i Hythe vid Southampton, var en brittisk järnvägsingenjör. 
Vignoles är främst känd den person efter vilken den vanligaste typen av järnvägsräls, den så kallade vignolrälsen, är uppkallad. Denna räls är dock inte uppfunnen av Vignoles, utan av amerikanen Robert L. Stevens från Hoboken, New Jersey, under en vistelse i Storbritannien (1830); de användes första gång på den 1832 öppnade banan Camden – Amboy i New Jersey. Däremot infördes den i Storbritannien (1836) av Vignoles och behöll hans namn dess vidare utbredning i Europa.